# Erasmus-Alberus-Kirche (Sprendlingen)

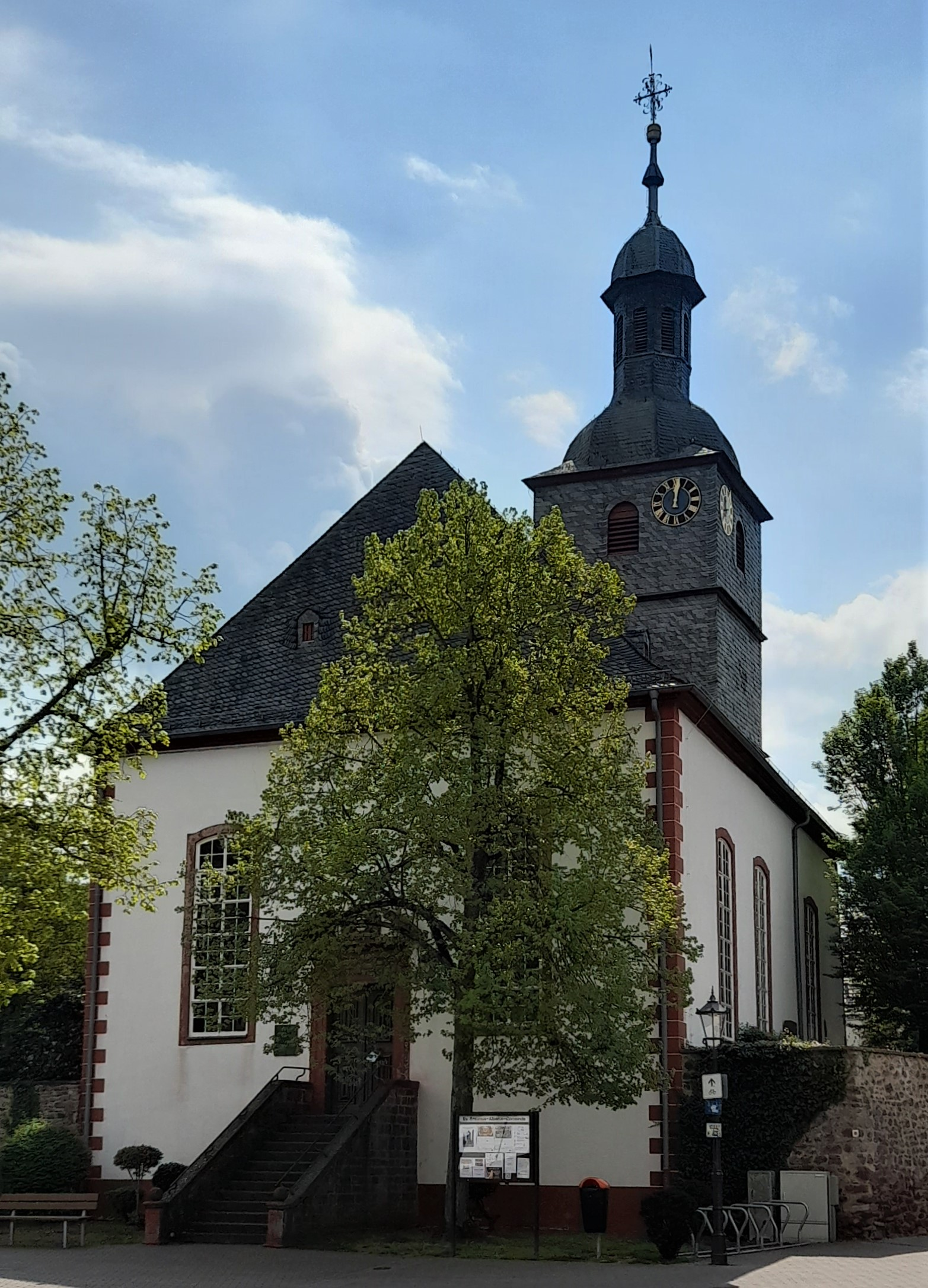
Die Erasmus-Alberus-Kirche am Lindenplatz in Sprendlingen, erbaut 1716–1718

Die evangelische Erasmus-Alberus-Kirche ist ein unter Denkmalschutz stehendes Kirchengebäude im Dreieicher Stadtteil Sprendlingen in Südhessen. Die Kirchengemeinde gehört zum Dekanat Dreieich-Rodgau der Evangelischen Kirche in Hessen und Nassau (EKHN).

## Geschichte
Aus einer Schenkungsurkunde des ostfränkischen Königs Ludwig III. an die königliche Salvatorkapelle in Frankfurt geht die Existenz einer Kirche in Sprendlingen ab 880 hervor. Es handelte sich bei dem Gebäude vermutlich um die erste Kirche im heutigen Dreieich, von der aus das gesamte Dreieichgebiet im Laufe der Jahre missioniert wurde.
1528 wurde in Sprendlingen durch Landgraf Philipp von Hessen die Reformation eingeführt und Erasmus Alberus zum ersten evangelischen Pfarrer in Sprendlingen berufen. Der Schüler und Freund Martin Luthers war von 1527 bis 1538 (bzw. 1528 bis 1539) als Pfarrer in Sprendlingen und dessen Filiale Götzenhain tätig und gilt als „Reformator der Dreieich“.
Die heutige Pfarrkirche wurde von 1716 bis 1718 auf den Grundmauern einer kleineren, dem heiligen Laurentius geweihten Vorgängerkirche errichtet, da die alte Kirche nicht mehr ausreichend Platz für die Kirchengemeinde bot. Dabei wurden der Chor und Teile der Längswände der in Ost-West-Richtung ausgerichteten Laurentius-Kirche in die neue, nun in Nord-Süd-Richtung ausgerichtete Kirche integriert. Nachdem am 15. April 1716 der Grundstein für den Kirchenneubau an der nordwestlichen Ecke der Vorgängerkirche gelegt worden war, folgte bereits zwei Jahre später die Einweihung des Gotteshauses.
Ihren Namen trägt die Erasmus-Alberus-Kirche erst seit 1957, als mit der Christuskirche eine weitere evangelische Kirche in Sprendlingen entstand. Sie war zuvor namenlos und wurde lediglich als „Evangelische Kirche in Sprendlingen“ bezeichnet.
1832 und 1986 wurde die Erasmus-Alberus-Kirche umfassend renoviert. In beiden Fällen konnte das historische Erscheinungsbild des Kirchengebäudes gewahrt werden. Im Rahmen der Renovierungsarbeiten 1986 wurden u. a. Ausmalungen aus den 1730er-Jahren wieder herausgearbeitet und eine neue Kanzel sowie ein neuer Taufstein im Innenraum aufgestellt.

## Baubeschreibung
Die südlich des Lindenplatzes in der Altstadt von Sprendlingen gelegene Erasmus-Alberus-Kirche ist ein äußerlich wie innerlich schlichter Saalbau, dessen dreiseitiger Chor von einem verschieferten Dachturm mit Haubenlaterne bekrönt wird. Eine Freitreppe führt vom Lindenplatz zum erhöht liegenden Eingang der Kirche.

## Ausstattung
Die Kirche beherbergt in ihrem Inneren eine im 18. Jahrhundert gefertigte, barocke Holzstatue des heiligen Laurentius sowie einen frühklassizistischen Grabstein von 1792. Neben der hölzernen Empore von 1832 sind auch Wandbemalungen, die 1739 geschaffen wurden, im Innenraum anzutreffen. Die Chorfenster stammen von Otto Linnemann.

## Glocken
Am 14. August 1921 wurde das heutige, aus drei Eisenglocken bestehende Geläut geweiht. Die Inschriften der drei vom Bochumer Verein hergestellten Glocken stammen aus der Weihnachtsgeschichte im Lukasevangelium (Luk. 2; 14).
| Glocke          | Tonlage | Inschrift                           |
| --------------- | ------- | ----------------------------------- |
| Große Glocke    | fis'    | „Ehre sei Gott in der Höhe“         |
| Mittlere Glocke | a'      | „Frieden auf Erden“                 |
| Kleine Glocke   | c''     | „Und den Menschen ein Wohlgefallen“ |